# Gaston Mauger
Pour les articles homonymes, voir Mauger.
Pour le professeur à l'Alliance française, auteur de manuels de français langue étrangère, voir Gaston Mauger (FLE).
Henri Gaston Mauger, né le 13 mars 1878 à La Haye-Malherbe dans le département de l'Eure et mort le 18 octobre 1954 dans le 18e arrondissement de Paris, est un acteur français.

## Filmographie
- 1929 : Le Collier de la Reine de Gaston Ravel et Tony Lekain : M. de Crosne
- 1930 : Accusée, levez-vous ! de Maurice Tourneur : le directeur du théâtre
- 1930 : À mi-chemin du ciel d'Alberto Cavalcanti : le manager
- 1931 : Partir de Maurice Tourneur : Félix, le directeur
- 1931 : La Malle de Louis Mercanton - court métrage -
- 1932 : Cognasse de Louis Mercanton : Mingret
- 1932 : Stupéfiants de Kurt Gerron et Roger Le Bon : le capitaine
- 1933 : Caprice de princesse de Karl Hartl et Henri-Georges Clouzot : le capitaine
- 1933 : Un certain Monsieur Grant de Gerhard Lamprecht et Roger Le Bon : le capitaine du yacht
- 1933 : L'Homme à l'Hispano de Jean Epstein : M. Deléone
- 1933 : Mademoiselle Josette, ma femme d'André Berthomieu : M. Dupré
- 1933 : Pas besoin d'argent de Jean-Paul Paulin
- 1933 : Pêcheur d'Islande de Pierre Guerlais
- 1935 : La Banque Némo de Marguerite Viel : Le ministre
- 1934 : Le Miroir aux alouettes d'Hans Steinhoff et Roger Le Bon
- 1934 : Le Père Lampion de Christian-Jaque : Gargarousse
- 1934 : Vers l'abîme d'Hans Steinhoff et Serge Veber : le gros monsieur
- 1934 : Le Bonheur de Marcel L'Herbier : Blomberg
- 1935 : Le Diable en bouteille d'Heinz Hilpert et Reinhart Steinbicker : Collins
- 1935 : Les dieux s'amusent (Amphitrion II) de Reinhold Schünzel et Albert Valentin : le ministre de la guerre
- 1935 : Roses noires de Paul Martin et Jean Boyer
- 1936 : Le cœur dispose de Georges Lacombe
- 1936 : Le Mort en fuite d'André Berthomieu : le directeur du théâtre
- 1936 : Moutonnet de René Sti
- 1936 : Passé à vendre de René Pujol
- 1936 : Puits en flammes de Victor Tourjansky
- 1937 : L'Appel de la vie de Georges Neveux
- 1937 : Arsène Lupin détective d'Henri Diamant-Berger
- 1937 : Gueule d'amour de Jean Grémillon
- 1937 : Le Porte-veine d'André Berthomieu : Valentin
- 1938 : Ça... c'est du sport de René Pujol
- 1938 : Deux de la réserve de René Pujol
- 1938 : Eusèbe député d'André Berthomieu
- 1938 : L'Inconnue de Monte-Carlo d'André Berthomieu
- 1938 : Les Rois de la flotte de René Pujol
- 1938 : Trois Artilleurs en vadrouille de René Pujol
- 1939 : Dédé la musique d'André Berthomieu
- 1941 : Le Destin fabuleux de Désirée Clary de Sacha Guitry : Louis XVIII
- 1941 : La Duchesse de Langeais de Jacques de Baroncelli
- 1942 : Pontcarral, colonel d'Empire de Jean Delannoy : un hobereau
- 1942 : Port-Royal de Pierre Maudru - court métrage -
- 1943 : Le ciel est à vous de Jean Grémillon : le successeur du Docteur Molette
- 1943 : Le Secret de Madame Clapain d'André Berthomieu : le juge
- 1945 : La Ferme du pendu de Jean Dréville : un voisin
- 1946 : Les Aventures de Casanova de Jean Boyer - Film tourné en deux époques -
- 1946 : Pas si bête d'André Berthomieu : Antony ; le père Ménard

## Théâtre
- 1921 : La Passante d'Henry Kistemaeckers, mise en scène Marcel Varnel, Théâtre de Paris
- 1935 : Trois hommes sur un cheval de Jean de Letraz, mise en scène Lucien Rozenberg, théâtre Sarah-Bernhardt
- 1940 : Ce coquin de soleil opérette de Raymond Vincy, mise en scène René Pujol, Théâtre des Célestins
- 1947 : La Termitière de Bernard-Charles Miel, mise en scène Aimé Clariond, Théâtre des Célestins
- 1947 : Le Misanthrope de Molière, mise en scène Aimé Clariond, Théâtre des Célestins
- 1947 : Le Carrosse du Saint-Sacrement de Prosper Mérimée, mise en scène Aimé Clariond, Théâtre des Célestins
- 1947 : Azraël d'André Josset, mise en scène Aimé Clariond,  Théâtre des Célestins